# كوركي لاينغ
كوركي لاينغ هو موسيقي كندي، ولد في 26 يناير 1948 في مونتريال في كندا.

## وصلات خارجية
- كوركي لاينغ على موقع IMDb (الإنجليزية)
- كوركي لاينغ على موقع ميوزك برينز (الإنجليزية)
- كوركي لاينغ على موقع أول ميوزيك (الإنجليزية)
- كوركي لاينغ على موقع ديسكوغز (الإنجليزية)
- كوركي لاينغ على موقع قاعدة بيانات الفيلم (الإنجليزية)